# Annay (Nièvre)
Annay é uma comuna francesa na região administrativa de Borgonha-Franco-Condado, no departamento Nièvre. Estende-se por uma área de 25,36 km². Em 2010 a comuna tinha 344 habitantes (densidade: 13,6 hab./km²).